# Alliance française de Łódź-Université
Pour les articles homonymes, voir Alliance française de Łódź.
Ne doit pas être confondu avec Alliance française de Łódź Manufaktura.
L'Alliance française de Łódź a été créée en 1978 au sein de l'université de Łódź en tant que service commun (Jednostka międzywydziałowa) en liaison avec le Comité polonais de coopération avec l'Alliance française (Polski Komitet Współpracy z Alliance Française - Ośrodek przy Uniwersytecie Łódzkim) fonctionnant auprès de l'université de Varsovie.
Elle est donc une des plus anciennes de Pologne.
En 2009, une association a été créée pour ouvrir une nouvelle Alliance française sur le site du centre commercial Manufaktura, indépendamment de l'université (même si son président est l'ancien recteur et ministre Michał Seweryński).

## Le centre de Łódź du Comité polonais de coopération avec l'Alliance française
Les informations ci-dessous ne concernent que l'antenne auprès de l'université.
Le centre propose, notamment aux étudiants, des cours de langue française à tous les niveaux, de l'initiation aux niveaux avancés, ainsi que des cours spécifiques tels ceux destinés aux fonctionnaires dans le la présidence polonaise de l'Union européenne
Depuis la suppression en 2013 du Comité polonais de coopération avec l'Alliance française, le centre s'appelait officiellement « centre de langue française auprès de l'université de Łódź » (Centrum Języka Francuskiego).
Le centre proposait également une bibliothèque française ouverte à tous ainsi qu'une librairie française.
Il a été fermé définitivement en septembre 2016 et ses activités ont été reprises par l'Alliance française de Łódź réunifiée.

## Les directrices de l'Alliance française de Łódź
- 1978-1987 : dr Władysława Roszczynowa (d), née Gowin (1923-2013)[5],[6]
- 1987-2007 : Anna Perlińska[7]